# Ballekere, Tiptur
Ballekere là một làng thuộc tehsil Tiptur, huyện Tumkur, bang Karnataka, Ấn Độ.